# KFBE ET 1281–1288
Die KFBE ET 1281–1288 waren Elektrotriebwagen der Köln-Frechen-Benzelrather Eisenbahn (KFBE). Sie fuhren mit 1200 Volt Gleichspannung und waren die ersten elektrischen Triebwagen der Gesellschaft. Sie wurden als Überlandstraßenbahn zwischen Köln, Frechen und Benzelrath eingesetzt.

## Geschichte
Als die Köln-Frechen-Benzelrather Eisenbahn ihren Personenverkehr von Meterspur auf Normalspur umstellte und die Strecken elektrifizierte, wurden 1911 acht Triebwagen bei der Waggonfabrik Herbrand bestellt. Die Fahrzeuge fuhren im Stadtgebiet Köln nach der Straßenbahn-Bau- und Betriebsordnung, bzw. deren preußischen Vorgänger Bau- und Betriebsvorschriften für Straßenbahnen mit Maschinenbetrieb,  im Bereich zwischen Köln und Frechen waren sie nach der Eisenbahn-Bau- und Betriebsordnung unterwegs. Die Triebwagen mussten den Vorschriften beider Ordnungen entsprechen. Die Fahrzeugführer brauchen eine Sondergenehmigung für diese Strecke.
Auf Grund von Konzessionsverzögerungen konnten die Fahrzeuge erst 1914 eingesetzt werden. 1921 kamen noch vier Beiwagen und einige Güterwagen hinzu, mit denen die Triebwagen mitunter gemischte Züge fuhren. Die Linie war als Linie F bezeichnet, der Volksmund machte daraus aus den Fahrzeugen den Finchen-Zug.
Die Triebwagen waren zuerst mit jeweils zwei Stromabnehmern ausgerüstet, erst nach dem Zweiten Weltkrieg waren sie mit einem Stromabnehmer zu sehen.
Nach fünf Jahrzehnten im Überlandverkehr zwischen den Städten und im Stadtverkehr Köln und Frechen wurden sie von moderneren Fahrzeugen abgelöst. Am Ende waren noch die Triebwagen 1282, 1283 sowie 1285–1288 und einige Beiwagen vorhanden. Die Triebwagen 1285 und 1286 sowie der Beiwagen 1257 wurden ab 1969 als Museumsfahrzeuge bestimmt.
Diese wurden 1977 zum 100-jährigem Jubiläum der Kölner Verkehrs-Betriebe eingesetzt und erhielten 1981 eine Generalüberholung mit Einbau der erforderlichen Sicherheitseinrichtungen. Sie stehen für Sonderfahrten zur Verfügung.